# Harlan Lane
Harlan Lawson Lane (* 19. August 1936 in New York City; † 13. Juli 2019 in Roquefort-les-Pins) war ein amerikanischer Psychologe und Linguist. Er lehrte als Professor für Psychologie an der Northeastern University in Boston (Massachusetts) und war Gründer des Center for Research in Hearing, Speech, and Language. Seine Forschung konzentrierte sich auf Gespräche, Gehörlosenkultur und Gebärdensprache.

## Leben
Lane wurde in Brooklyn (New York City) geboren. In seiner Geburtsstadt studierte er an der Columbia University, wo er 1958 mit einem Master of Science in Psychologie abschloss. An der Harvard University wurde er 1960 zum PhD in Psychologie promoviert. Anschließend lehrte er an der University of Michigan in Ann Arbor als Assistant Professor, ab 1964 Associate Professor und ab 1967 Professor der Psychologie. Von 1969 bis 1973 lehrte er am Institut für Linguistik und Phonetik der Universität Paris bzw. Paris III (Sorbonne Nouvelle), wo er auch 1973 seine Thèse d’État (entspricht etwa einer Habilitation) abschloss.
Ab 1974 lehrte und forschte er als Professor an der Northeastern University, wo er bis 1979 der Psychologischen Abteilung vorstand. Einer seiner engsten Mitarbeiter in dieser Zeit war François Grosjean, der mit Lane von Paris nach Boston wechselte. Die Universität verlieh ihm 1988 den Titel eines Distinguished Professor. 1991 wurde er Mitglied in der MacArthur Foundation Fellowship.
Als hörender Mann führte Lane oft kritische Diskussionen zur Gehörlosen-Community und dem Cochlea-Implantat. Er schrieb ein ausführliches Soziales Modell von Behinderung. In diesem gab er an: „Wenn gehörlose Menschen die kulturellen Bedeutungen von Gehörlosigkeit und Behinderung nicht mit mindestens so viel Nachdruck in Frage stellen, wie Technologien Einzug in den Alltag erhalten, wird der Tag an dem gehörlose Kinder und Erwachsene in unserer vielfältigen Gesellschaft ein erfülltes Leben führen und ihren Beitrag dazu leisten können, weiter hinausgezögert.“ In Anerkennung seiner Forschung und Vertretung zu diesen Themen, erhielt Lane den Distinguished Service Award der National Association of the Deaf, den International Social Merit Award des Weltverbandes der Gehörlosen und unzählige andere Auszeichnungen.
Er wurde 2014 mit dem Ordre des Palmes Académiques in der Stufe Komtur (Commandeur) ausgezeichnet, dem höchsten Orden der französischen Regierung für akademische Leistungen.
Lane starb in Frankreich im Alter von 82 Jahren an der Parkinson-Krankheit.

## Publikationen in Englisch
- Lane, Harlan. 1976. The Wild Boy of Aveyron. Harvard University Press. ISBN 0674953002. (Thomas J. Wilson Memorial Prize 1975[11])
- Lane, Harlan, and Richard C. Pillard. 1978. The Wild Boy of Burundi: A Study of an Outcast Child. New York: Random House. ISBN 0394412524.
- Lane, Harlan (ed.). 1984. The Deaf Experience: Classics in Language and Education. Harvard University Press. ISBN 0674194608.
- Lane, Harlan. 1984. When the Mind Hears. Random House. ISBN 0679720235. (Download brief excerpt of Chapter 1, "My New Family".)
- Lane, Harlan and François Grosjean (eds.). 1989. Recent Perspectives on American Sign Language. Psychology Press. ISBN 0805805605.
- Lane, Harlan, Ben Bahan, and Robert J. Hoffmeister. 1996. A Journey into the Deaf World. San Diego, C.A.: DawnSignPress. ISBN 0915035634.
- Lane, Harlan. 1999. The Mask Of Benevolence: Disabling the Deaf Community. San Diego, C.A.: DawnSignPress. ISBN 1581210094.
- Emmorey, Karen, and Harlan Lane. 2000. The Signs of Language Revisited: An Anthology in Honor of Ursula Bellugi and Edward Klima. Psychology Press. ISBN 0805832467.
- Lane, Harlan. 2004. A Deaf Artist in Early America: The Worlds of John Brewster Jr. Beacon Press. ISBN 0807066168.
- Lane, Harlan, Richard C. Pillard, and Ulf Hedberg. 2011. The People of the Eye: Deaf Ethnicity and Ancestry. New York: Oxford University Press US. ISBN 0199759294.